# Sepioloidea
Sepioloidea is een geslacht van pijlinktvissen uit de familie van Sepiadariidae.

## Soorten
- Sepioloidea lineolata (Quoy & Gaimard, 1832)
- Sepioloidea magna A. Reid, 2009
- Sepioloidea pacifica (Kirk, 1882)